# نماد خطر

استخوان ضربدری (سم), نماد عمومی برای مسمومیت و دیگر گونه‌های مرگ.

نمادهای خطر (به انگلیسی: Hazard symbols)، علائم قابل تشخیصی هستند که برای هشدار در موردِ مواد خطرناک، مکان‌ها یا موضوعاتی از جمله خطرِ جریان‌های الکتریکی، سموم و چیزهای خطرناکِ دیگر طراحی شده‌اند. معمولاً استفاده از نمادهای خطر به وسیله قانون تنظیم شده و به وسیلهٔ سازمان‌های استاندارد اجراء می‌شود.

## گونه‌های نمادینِ خطر
| گونهٔ خطر                                                               | نماد | یونیکد | عکس                            |
| ---------------------------------------------------------------------- | ---- | ------ | ------------------------------ |
| نشان‌های هشداردهنده راهنمایی و رانندگی                                  | ☡    | U+2621 |                                |
| استخوان ضربدری (سم)                                                    | ☠    | U+2620 |                                |
| واپاشی هسته‌ای                                                          | ☢    | U+2622 | Radioactivity                  |
| پرتو یونی                                                              | ?    | ?      |                                |
| تابش غیر یونیزاسیونی                                                   | ?    | ?      | radiowave                      |
| خطر زیستی                                                              | ☣    | U+2623 | Biohazard                      |
| نشان‌های هشداردهنده راهنمایی و رانندگی                                  | ⚠    | U+26A0 | Warning                        |
| ولتاژ بالا                                                             | ⚡   | U+26A1 | High voltage                   |
| سلاح شیمیایی                                                           |      |        | Chemical warfare               |
| لیزر                                                                   | ?    | ?      | A typical laser warning symbol |
| ماده سرطان‌زا                                                           |      |        |                                |
| More hazard signs can be found on the list of DIN 4844-2 warning signs |      |        |                                |

## نماد سه پرهٔ رادیواکتیو
- نماد جهانیِ سه پرهٔ رادیواکتیو (تابش)
- زرد و سرخابی
- نمادِ اولیهٔ رادیو اکتیو در سال ۱۹۴۶
- نمادِ تابشِ ایزو ۲۱۴۸۲

نماد بین‌المللی تابش (تشعشع) برای نخستین بار در سال ۱۹۴۶ در دانشگاه کالیفرنیا، آزمایشگاه ملی لارنس برکلی استفاده شد. در آن زمان، این نماد با رنگ سرخابی و در یک پس زمینهٔ آبی ساخته شده بود.